# Hockey Club Asiago 1987-1988
Questa pagina contiene i dati relativi alla stagione hockeystica 1987-1988 della società di hockey su ghiaccio HC Asiago.

## Campionato
- Piazzamento: 6° in serie A1.

## Roster
- Mario Simioni
- Santino Pellegrino
- Tim Krug
- Bob Sullivan
- Alberto Di Fazio
- Andrea Gios
- Blaine Stoughton
- Gaetano Miglioranzi
- Alessandro Rigoni
- Franco Vellar
- Mauro Cera
- Luigi Finco
- Fabrizio Benetti
- Sandro Baù
- Fabio Rigoni
- Stefano Segafredo
- Paolo Cantele
- Paolo Dall'Oglio
- Alberto Pangrazio
- Ricky Tessari
- Nick Sanza

### Allenatore
?